# Helleia deslandesi
Helleia deslandesi är en fjärilsart som beskrevs av Arthur Francis Hemming 1932. Helleia deslandesi ingår i släktet Helleia och familjen juvelvingar. Inga underarter finns listade i Catalogue of Life.